# Economia de Anguila
Anguila possui poucos recursos naturais, e a economia depende bastante do turismo, bancos estrangeiros, pesca de lagostas e remessas de emigrantes. A economia, especialmente o setor turismo, teve efeitos devastadores em 1995, por causa do Furacão Luis, mas se recuperou em 1996. Ao crescer o setor turismo, também pôde ajudar ao setor de construção, que cresceu grandemente à economia. Os bancos estrangeiros estão estabelecidos, mas tem a participação muito pequena, ainda que também em auge.
Os principais produtos que produz e exporta são a sal, pescado, lagostas, blocos de concreto, gado, fumo e rum. No arquipélago se usa como moeda o Dólar do Caribe do Leste.